# José de Almeida Batista Pereira
José de Almeida Batista Pereira (São Gonçalo, 26 juli 1917 - 30 januari 2009) was een Braziliaans rooms-katholieke bisschop.
In 1940 werd hij tot priester gewijd. In 1953 werd hij hulpbisschop van Niterói, nabij Rio de Janeiro, en benoemd tot titelvoerend bisschop van "Baris in Pisidia". In 1955 werd Pereira gewijd tot bisschop van Sete Lagoas en in 1964 tot bisschop van Guaxopé in Minas Gerais. Hij vervulde dit ambt tot hij in 1976 met emeritaat ging.